# Bark (Einbaumotoren)
Bark war ein deutscher Hersteller von Einbaumotoren für Motorräder in den 1930er-Jahren. Unternehmenssitz war Dresden.
Bark war Nachfolger des 1917 gegründeten Leichtmetallwerkes Kühne Dresden, das Motorrad-Einbaumotoren fertigte. Otto Bark übernahm den Betrieb 1929 und führte den Motorenbau weiter. Durch zunehmendes Auftragsvolumen und zusätzliche Rüstungsaufträge gründete Otto Bark 1943 in Obercunewalde die Bark-Motorenbau GmbH. In den Fabrikhallen der ehemaligen Weberei IG Große fertigte die Firma Öldruckförder- und Kühlstoffpumpen der Motoren für Jagd- und Bombenflugzeuge (u. a. für den Sturzkampfbomber JU87). Die 450 Beschäftigten, vorwiegend Frauen, auch Kriegsgefangene und Zwangsverpflichtete aus Polen und der Sowjetunion arbeiteten an 150 Werkzeugmaschinen. Zusätzlich wurde auf dem Gelände  eine Luftwaffen-Erprobungsstelle eingerichtet.
Die 200- bis 600-cm³-Zweitakt- und Viertaktmotoren wurden unter anderem von den Motorradherstellern Ardie, Hercules, Imperia, HMK (a), Ruhrtal-Motorradwerke, UT Motoren- und Fahrzeugbau und Wimmer verwendet. Die Motoren galten als robust. Die Viertaktmotoren hatten schon sehr früh eine Vollkapselung der Ventile.
Während des Zweiten Weltkriegs produzierte Bark überwiegend Flugzeugteile. Der von Bombenschäden gezeichnete Stammbetrieb in Dresden wurde daher 1945 demontiert. 
Am Standort Obercunewalde konnte die Demontage des Maschinenparkes der Bark-Motorenwerk GmbH Obercunewalde verhindert werden. 1946 kam es zu einem Liefervertrag zwischen dem sowjetischen Konstruktionsbüro Nr. 10 (SKB 10) in Chemnitz und der Bark-Motorenbau GmbH zur Musterfertigung von 20 Motorrädern, Prototypen der RT 125 und der BK 350.
Noch 1946 wurde der Betrieb zum VEB Motorenwerk Cunewalde vergesellschaftet.